# Port Alice
Port Alice ist eine kleine Flächengemeinde im nördlichen Bereich von Vancouver Island, in der kanadischen Provinz British Columbia. Die Gemeinde liegt etwa 54 Kilometer westsüdwestlich von Port McNeill und gehört zum Regional District of Mount Waddington. Die Ortschaft zieht sich dabei über eine Strecke von etwa 8 Kilometer schmal am Ufer des Neroutsos Inlet, einem Seitenarm des Quatsino Sound, entlang. Die Gemeinde besteht dabei aus dem nördlicher gelegenen Ortsteil Jeune Landing sowie dem südlicheren Ortsteil Rumble Beach und dann dem Industriegebiet mit der Zellstofffabrik.

## Geschichte
Ursprünglich wurde das Land von den First Nations besiedelt, daher geht die Geschichte weiter zurück als die durch europäische Einwanderer dominierte Geschichtsschreibung. In der Gegend um das heutige Port Alice lebten und leben die Hoyalas von den Quatsino First Nations.
Der „europäische“ Teil der Geschichte in dieser Region beginnt mit der Ankunft der spanischen und britischen Seefahrer in den 1770er Jahren. Außer durch den Pelzhandel, blieb dieser Teil von Vancouver Island für die nächsten 100 Jahre durch europäische Siedler weitgehend unberührt. Dies änderte sich erst in den frühen 1900er Jahren, als sich die Holzwirtschaft auch an der Westküste der Insel auszubreiten begann.
1917 errichteten hier die Gebrüder Whalen eine Zellstoffmühle. Die entstehende Ansiedlung benannten sie nach Alice Whalen, ihrer Mutter. Bereits kurz nach der Gründung der Ansiedlung eröffnete am 1. Oktober 1917 ein Postamt.

## Demographie
Nach der Gründung wuchs die Einwohnerzahl der Gemeinde zeitweise kräftig an, ist jedoch seit dem Höhepunkt in der zweiten Hälfte des 20. Jahrhunderts erheblich am absinken. Seit dem Höhepunkt ist die Zahl der Einwohner um rund die Hälfte gefallen. Der letzte Zensus im Jahre 2011 ergab für die Gemeinde eine Bevölkerungszahl von 805 Einwohnern. Die Bevölkerung der Gemeinde hatte dabei im Vergleich zum Zensus von 2006 um 1,6 % abgenommen und liegt damit weiterhin im gegenläufigen Trend zum Durchschnitt der gesamten Provinz British Columbia, wo die Bevölkerung gleichzeitig um 7,0 % anwuchs. Mit einem Durchschnittsalter von 48,9 Jahren ist die Bevölkerung hier auch deutlich älter als in der restlichen Provinz, mit einem Durchschnitt von 41,9 Jahren.

## Bildung
Port Alice gehört zu School District #84 - Vancouver Island West . In der kleinen Gemeinde findet sich nur eine Schule, eine kombinierte elementary school/secondary school.

## Politik
Die Zuerkennung der kommunalen Selbstverwaltung für die Ansiedlung erfolgte erst am 16. Juni 1965 (incorporated als District Municipality). Seit dem 1. Januar 1971 hat die Ansiedlung den Status einer Dorfgemeinde (Village Municipality).
Bürgermeister der Gemeinde ist Jan Allen. Zusammen mit vier weiteren Bürgern bildet er für drei Jahre den Rat (council) der Gemeinde.

## Wirtschaft
Die wichtigsten Wirtschaftszweige in Port Alice sind die Forstwirtschaft sowie das örtliche Zellstoffwerk.
Das Durchschnittseinkommen der Beschäftigten aus Port Alice lag im Jahr 2005 bei etwas unterdurchschnittlichen 22.699 C $, während es zur selben Zeit im Durchschnitt der gesamten Provinz British Columbia 24.867 C $ betrug. Der Einkommensunterschied zwischen Männern (25.002 C $) und Frauen (20.246 C $) ist in Port Alice kleiner als im Provinzdurchschnitt (Männer = 31.598 C $, Frauen = 19.997 C $).

## Verkehr
Port Alice hat eine direkte Anbindung an die Ostküste über den Highway 30, welcher auf halber Strecke zwischen Port McNeill und Port Hardy in den Highway 19 (Vancouver Inland Island Highway) mündet.
Am südlichen Stadtrand von Port Alice befindet sich auf dem Neroutsos Inlet der örtliche Wasserflugplatz (IATA-Flughafencode: -, ICAO-Code: -, Transport Canada Identifier: CAL8).
Der Tidenhub des Quatsino Sound setzt sich auch im Neroutsos Inlet fort und wirkt sich auf den Hafenbetrieb aus. Er beträgt dort im Regelfall noch zwischen 3 und 5 Meter.
|                       | Jan | Feb   | Mär   | Apr   | Mai   | Jun  | Jul  | Aug  | Sep   | Okt   | Nov | Dez   |   |         |
| Mittl. Tagesmax. (°C) | 6,4 | 7,8   | 9,6   | 11,9  | 15,4  | 17,7 | 20,8 | 20,9 | 18,4  | 13,3  | 8,9 | 6,8   | ⌀ | 13,2    |
| Mittl. Tagesmin. (°C) | 1,5 | 2     | 2,7   | 4     | 6,6   | 9,1  | 11,2 | 11,7 | 9,5   | 6,8   | 3,8 | 2     | ⌀ | 5,9     |
|                       |     |       |       |       |       |      |      |      |       |       |     |       |   |         |
| Niederschlag (mm)     | 441 | 382,3 | 323,7 | 242,4 | 147,9 | 98,6 | 57,6 | 94,7 | 154,8 | 397,5 | 522 | 474,9 | Σ | 3.337,4 |

| 1,5 |

| 2 |

| 2,7 |

| 4 |

| 6,6 |

| 9,1 |

| 11,2 |

| 11,7 |

| 9,5 |

| 6,8 |

| 3,8 |

| 2 |

| 1,5 |

| 2 |

| 2,7 |

| 4 |

| 6,6 |

| 9,1 |

| 11,2 |

| 11,7 |

| 9,5 |

| 6,8 |

| 3,8 |

| 2 |

## Klima
Port Alice hat nach der effektiven Klimaklassifikation gemäß Köppen ein warmgemäßigtes Regenklima (Cfb), welches auch als ozeanisches Klima bezeichnet wird. Das Wetter ist gekennzeichnet durch eine sehr hohe durchschnittliche Niederschlagsmenge (der Ort gilt mit insgesamt 3300 mm Feuchtigkeit im Jahr als einer der feuchtesten Orte in Kanada) bei moderaten Temperaturen sowohl im Sommer als auch im Winter.

## Trivia
Port Alice hat eine auffällige Ähnlichkeit mit Port Annie, einer fiktiven Kleinstadt auf Vancouver Island, welche der kanadische Schriftsteller Jack Hodgins in seinem Roman „The Resurrection of Joseph Bourne“ beschrieben hat.

## Persönlichkeiten

### Geboren in Port Alice
- Patrick Moore (* 1947), Umweltaktivist
- Dale Walters (* 1963), Boxer und Schauspieler